# Lohbrügge-Nord
Lohbrügge-Nord ist eine Großwohnsiedlung in Hamburg, nördlich des Ortskerns von Hamburg-Lohbrügge.

## Lage
Die Wohnsiedlung befindet sich im Stadtteil Hamburg-Lohbrügge im Südosten Hamburgs im Bezirk Bergedorf und grenzt an Reinbek in Schleswig-Holstein.

## Beschreibung
Die Siedlungsfläche ist zweigeteilt. Im östlichen Teil befindet sich das sogenannte Grüne Zentrum mit dem Ziegelteich, von dem zahlreiche Wanderwege zu benachbarten Grünausläufern und Waldgebieten führen. Südöstlich der Grünfläche befindet sich entlang des Röpraredders Der Lindwurm, eine Baugruppe von 400 Metern Länge mit 18.000 Quadratmetern Wohnfläche in drei- bis viergeschossiger Bauweise. Darüber hinaus befinden sich hier Schulen sowie die Wilhelm-Lindemann-Sportanlage. 
Im westlichen Teil von Lohbrügge-Nord befinden sich ebenfalls ein Teich, zahlreiche Wohneinheiten sowie am Schulenburgring 160 die 1976 erbaute Gnadenkirche.
Die Struktur der Siedlung beruht auf der Idee sogenannter „Nachbarschaften“ bei denen mehrgeschossige Wohngebäude den Kern einer Siedlungseinheit bilden, zu dem ein Nahversorgungszentrum gehört und der über maximal zweigeschossige Bauten in die parkartige Landschaft ausläuft. Das Straßennetz besteht aus Sammelstraßen die den alten Feldwegen folgen und von denen schleifenförmige Wohnstraßen abzweigen. Die Siedlung weist nahezu alle Größen von Wohngebäuden auf, vom Einfamilienhaus bis zum 16-geschossigen Hochhaus. Der Anteil der Einfamilienhäuser ist mit 15 % gegenüber anderen Siedlungen aus den 1960er-Jahren recht hoch. Die auffälligsten und größten Gebäude stehen am Nord- und Ostrand des Grünen Zentrums, dort finden sich fünf bis zu 17 Stockwerke hohe Hochhäuser und der Lindwurm.

## Geschichte
Das Wohngebiet wurde ab 1959 auf einer Fläche von 215 Hektar geplant und galt zur Zeit der Entstehung als zweitgrößtes Wohnungsbauvorhaben Deutschlands. Im Jahr 1960 wurde der Grundstein gelegt, der Baubeginn war 1961. Verantwortlich für die Gesamtplanung des mit 20.000 Wohnungen zweitgrößten Wohnungsbauvorhabens Westdeutschlands war die Neue Heimat zusammen mit dem Landesplanungsamt der Stadt. Von 1962 bis in die 1970er Jahre wurden mehrere Hochhäuser sowie niedrige Reihenhäuser erbaut. Zusätzlich entstanden Parkanlagen, Sportplätze, Gewässer sowie ein Fernheizwerk am Havighorster Weg. Neben privaten Bauträgern waren 14 Trägergesellschaften mit den Bauprojekten beschäftigt, die Neue Heimat ließ 6.000 Wohnungen errichten. Die Einwohnerzahl stieg auf 80 Personen pro Hektar, um 1970 lebten damit ca. 20.000 Personen in Lohbrügge-Nord.
In der ersten Hälfte der 1970er-Jahre galt die Wohnzufriedenheit als auffallend hoch, seit Beginn der 1990er-Jahre veränderte sich die Zusammensetzung der Bevölkerung durch verstärkten Zuzug einkommensschwächerer und sozial benachteiligter Haushalte. Ab 2000 wurde ein Teil des Gebietes in Anbetracht verschiedener sich überlagernder Probleme in das Rahmenprogramm Integrierte Stadtteilentwicklung (RISE) der Stadt Hamburg aufgenommen, um die Situation langfristig zu stabilisieren. Zwischen 2000 und 2008 leitete die Lawaetz-Stiftung im Auftrag des Bezirksamts Bergedorf mehrere Stadtteilentwicklungsprojekte. Im Laufe dieser Jahre wurden Wohngebäude und Schulhöfe saniert sowie das Vereinsheim des Vfl Lohbrügge und ein Jugendzentrum errichtet. Ab 2008 war Lohbrügge-Nord kein RISE-Fördergebiet mehr.